# 镇江英国领事馆旧址
镇江英国领事馆旧址位于江苏省镇江市西津渡古街五十三坡上，面对大西路和伯先路。

## 历史
1864年，英国在云台山上修筑领事馆，属于当年镇江英租界的一部分。在1888年的中外冲突事件中，英国领事馆被烧毁。1889年－1890年由清政府赔款重建，佔地17亩。1929年镇江英租界被中国政府正式收回后，英国撤销了驻镇江领事馆，将领事馆房屋卖给了中国人。1958年在此成立镇江博物館。

## 建築
19世纪后期的镇江是一个重要的航运与贸易枢纽，侨民众多，因而镇江英国领事馆旧址的规格较高。现存旧址就是当时重建的建筑。该馆共占地17亩6分1厘2毫，有5幢房屋，均为砖木结构。最高的为办公大楼，西北一幢（局部二层）是职员宿舍及3间马房，靠山坡2幢方形楼房为正、副领事住房。山东南麓2层楼房是宿舍、餐厅及娱乐场所。馆周依山高下筑砖围墙和大铁门。北面临江处是一幢3层长方形楼房，为工部局、巡捕房。山下北面临长江处还有一幢三层楼的镇江英租界工部局大楼。建筑风格为外廊式殖民地样式，流行于英国在印度和东南亚的殖民地。1996年11月被国务院颁布为全国重点文物保护单位。